# Miltochrista miniata
Miltochrista miniata és una papallona nocturna de la subfamília Arctiinae i la família Erebidae.

## Distribució
Es troba a les parts temperades de la Zona Paleàrtica, Europa, Àsia Menor, Caucas, nord del Kazakhstan, sud de Sibèria, Amur, Primórie, Sakhalín, sud de les illes Kurils, Heilongjiang, Liaoning, Hebei, Mongòlia Interior, Shanxi, Sichuan, Corea i Japó, però pot ser reemplaçada per Miltochrista rosaria a l'est del Paleàrtic.

## Descripció
L'envergadura alar fa 23-27 mm. És de color carn, amb una àrea de color rosa vermell als marges exteriors de les ales anteriors; té una línia dentada negra i taques negres.

## Biologia
Vola de juny a setembre, depenent de la ubicació. Sovint es veu sola en boscos de fulla ampla i mixtos, en erms, en marges de carreteres, sobre umbel·líferes o escabioses.
Els ous són ovalats de color groc.
La larva és de color gris, amb el cap negrós, amb pèls llargs i densos, hivernant fins al juny sobre líquens a les parets i tanques.
Les erugues s'alimenten de líquens.
La pupa és de color negre marró, amb l'abdomen amb incisions grogues, en un capoll densament barrejats amb pèls.

## Galeria

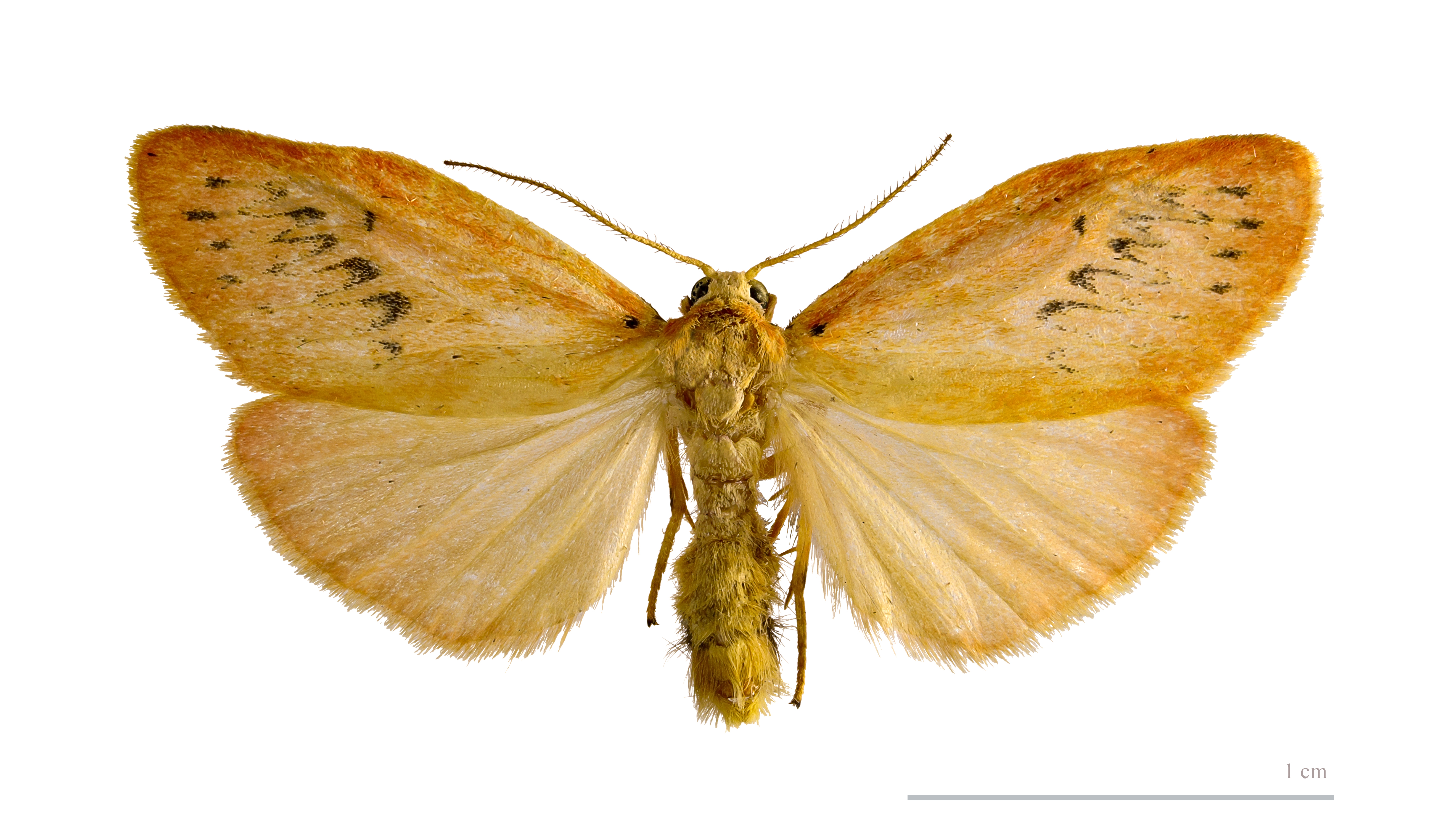
Miltochrista miniata
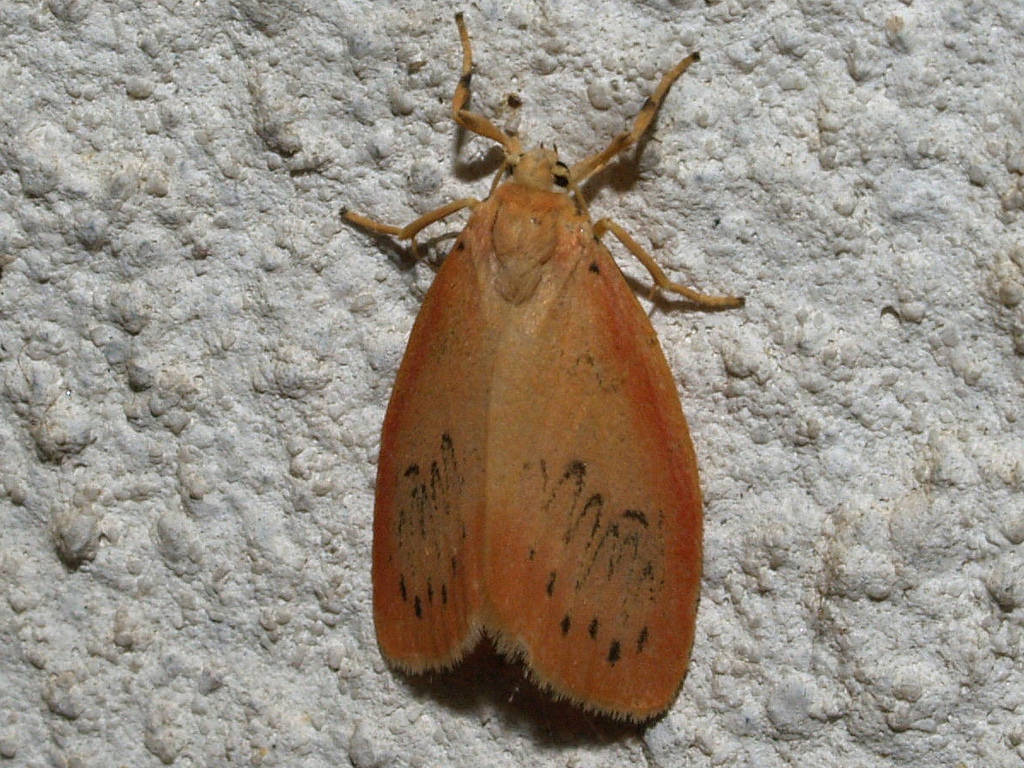
Miltochrista miniata